# Volkswagen Iroc
El Volkswagen Iroc es un prototipo de automóvil creado por el fabricante de automóviles alemán Volkswagen y presentado en el Salón del Automóvil de París de 2006. Con un diseño de carrocería hatchback de tres puertas y casi tan grande como el Golf, es una prefiguración del Volkswagen Scirocco de 2008. El nombre en sí mismo es un juego de palabras sobre Scirocco, ya que su nombre consta de las letras centrales de la palabra Scirocco. El Iroc es propulsado por un motor Volkswagen TSI twincharger de 4 cilindros y 210 CV y tiene transmisión automática de doble embrague DSG.